# Odințovo
Odințovo (în rusă Одинцово) este un oraș din Regiunea Moscova, Federația Rusă și are o populație de 134.844 locuitori.